# Đặng Thị Ngọc Hân
Đặng Thị Ngọc Hân (sinh ngày 11 tháng 3 năm 1989) là một nữ người mẫu kiêm nhà thiết kế thời trang người Việt Nam. Cô được biết đến khi giành ngôi vương miện trong cuộc thi Hoa hậu Việt Nam 2010.

## Tiểu sử
Đặng Thị Ngọc Hân sinh ra và lớn lên tại Hà Nội. Cô có ông bà là những người nổi tiếng trong ngành giáo dục tại thành phố Hải Phòng. Ông nội là nhà giáo ưu tú Đặng Đình Huân được nhiều người biết đến ở Hải Phòng. Khi đăng quang, cô đang là sinh viên khoa thiết kế Trường Đại học Mỹ thuật Công nghiệp.
Bắt đầu sự nghiệp người mẫu từ năm 16 tuổi, Đặng Thị Ngọc Hân là gương mặt quen thuộc của sàn catwalk Hà Nội trước khi cô tham dự Hoa hậu Việt Nam 2010.
Cô đã từng giành nhiều giải thưởng: Gương mặt ăn ảnh cuộc thi Người mẫu Việt Nam 2006, Miss Icon Hoa học trò 2005, giải Nhất chương trình sản phẩm Yomost, Hoa khôi Trung học phổ thông Trần Nhân Tông.
Tại cuộc thi Hoa hậu Việt Nam 2010, Đặng Thị Ngọc Hân có chiều cao 1m73, số đo 3 vòng là 83-64-93.

## Sự nghiệp

### Hoa hậu Việt Nam 2010
Đặng Thị Ngọc Hân theo đánh giá của nhiều tờ báo chỉ có thể lọt tới Top 10 vì số đo của cô và trong các cuộc giao lưu, tiếp xúc, cô chưa thực sự biết cách làm cho mình nổi bật. Tuy nhiên, câu trả lời ứng xử xuất sắc ở Top 5 đã đưa cô lên ngôi vị cao nhất cuộc thi Hoa hậu Việt Nam lần thứ 12 bên cạnh Á hậu 1 Vũ Thị Hoàng My và Á hậu 2 Đặng Thùy Trang.
Câu hỏi ứng xử Đặng Thị Ngọc Hân nhận được trong đêm chung kết: Theo bạn, sứ mệnh của Hoa hậu là gì?
Câu trả lời của Ngọc Hân: Hoa hậu phải là người toàn diện cả về hình thức bên ngoài và nội tâm bên trong. Và theo em sứ mệnh của Hoa hậu là chung tay với cộng đồng làm những việc có ích cho cộng đồng, cho xã hội và từ đó góp phần cho sự phát triển của đất nước.
Còn trong buổi trò chuyện trực tuyến Hoa hậu đã trả lời về sở thích của mình: Ngoài sở thích sưu tập thú bông, tôi còn thích sưu tập đồ high-tech và quần áo thời trang. Tôi có những máy nghe nhạc rất cổ như mấy cái đầu đọc đĩa thời xưa, rồi đến máy MP3, Ipod qua mấy thời kỳ, tôi đều có đủ. Điện thoại di động thì khoảng một năm hoặc nửa năm tôi lại đổi một lần, tùy theo sở thích. Về quần áo thì tôi có những bộ đồ theo phong cách cổ điển mà tôi sưu tập được qua nhiều dịp mua sắm, mặc dù không mặc hết. Tôi có 2 phòng riêng để chứa quần áo và những món đồ sưu tầm được. 
Với danh hiệu của mình, Hoa hậu Việt Nam 2010 Đặng Thị Ngọc Hân nhận được vương miện, vương trượng cùng phần thưởng cho ngôi vị Hoa hậu là 500.000.000 đồng. Ngoài ra, cô cũng trở thành đại diện của "Phụ nữ Việt Nam - ngàn năm hương sắc" để hướng tới Chủ đề "Một nghìn năm Thăng Long - Hà Nội".
Sau cuộc thi, Ngọc Hân đã hai lần nhận được lời mời làm đại diện Việt Nam tại cuộc thi Hoa hậu Thế giới 2010 và 2011 nhưng cô đều từ chối vì lý do cá nhân.

### Từ thiện
Sau khi giành vương miện hoa hậu, Ngọc Hân đã tham gia nhiều hoạt động từ thiện. Cô được đánh giá cao nhờ sự thân thiện, cởi mở với mọi người.

## Đời tư

### Tranh cãi
Ngay sau khi đăng quang, Đặng Thị Ngọc Hân đã phải đối mặt với nhiều ý kiến trái chiều của dư luận trên báo chí và diễn đàn về việc cô đăng quang hoa hậu, cũng như xuất hiện tin đồn cô được "ưu ái" do có quan hệ thân thiết với thành viên của Ban giám khảo cuộc thi. Tuy nhiên, Ngọc Hân cho biết cô đăng quang là xứng đáng và sẵn sàng để đối mặt với những tin đồn không đáng có.
Năm 2010, Đặng Thị Ngọc Hân từng vắng mặt tại đại lễ 1.000 năm Thăng Long - Hà Nội. Trong chương trình có quy mô tầm cỡ quốc gia này, Ngọc Hân nắm giữ một vị trí khá quan trọng trên sân khấu. Tuy nhiên, tới khi đại lễ bắt đầu thì cô lại không đến trình diễn và cũng không báo trước. Lý do "tắc đường" mà cô đưa ra không làm dịu đi sự chỉ trích của công chúng.

### Gia đình
Vào ngày 10 tháng 12 năm 2022, Ngọc Hân kết hôn với bạn trai lâu năm của cô là Phạm Phú Đạt. Đám cưới của hai người được tổ chức theo phong cách văn hóa truyền thống Việt Nam.